# Kàmensk-Uralski
Kàmensk-Uralski - Каменск-Уральский (rus) és una ciutat de l'óblast de Sverdlovsk, a Rússia. Es troba a la confluència dels rius Kamenka i Isset.

## Història

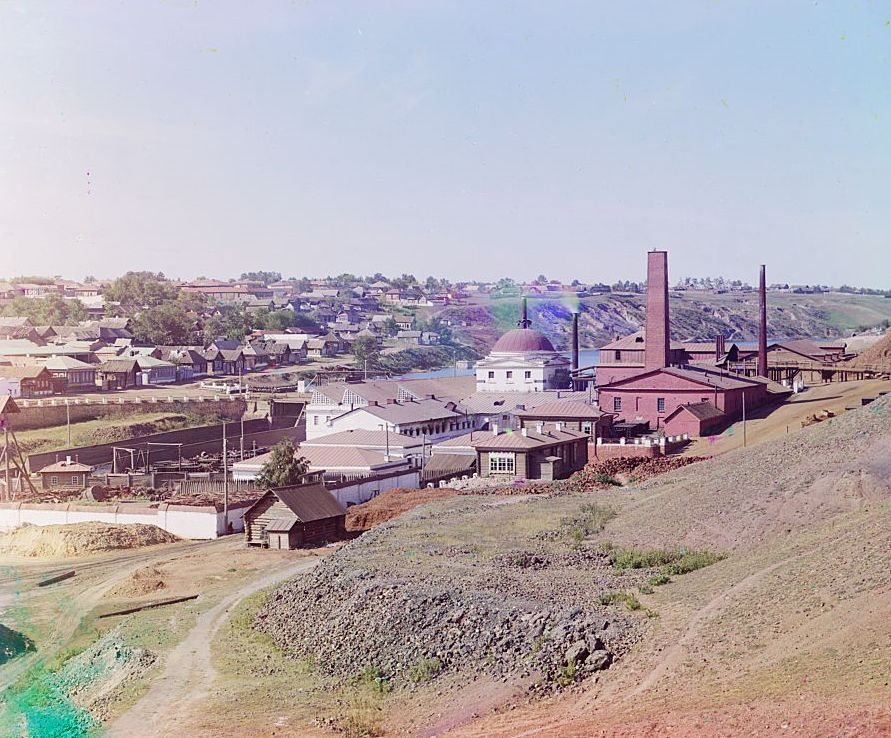
Kàmensk prop del 1910.

S'hi creà una foneria el 1700 a l'emplaçament de la vila actual, que esdevingué una manufactura de canons el 1701 sota l'impuls de Pere el Gran. Kàmensk quedà connectada per ferrocarril el 1885. El 1928 aconseguí l'estatus de possiólok (poble), i el de ciutat el 1935, quan passà a dir-se Kàmensk-Uralski. El 1939 passà dels 51.000 habitants, i s'hi instal·là una fàbrica d'alumini. La població cresqué ràpidament durant la Segona Guerra Mundial per l'evacuació de moltes fàbriques cap a l'est, com fàbriques de tubs d'acer, que fugien de les zones ocupades pels nazis.